# Chalindrey
Chalindrey és un municipi francès situat al departament de l'Alt Marne i a la regió del Gran Est. L'any 2007 tenia 2.706 habitants.

## Demografia

### Població
El 2007 la població de fet de Chalindrey era de 2.706 persones. Hi havia 1.207 famílies de les quals 397 eren unipersonals (172 homes vivint sols i 225 dones vivint soles), 404 parelles sense fills, 313 parelles amb fills i 93 famílies monoparentals amb fills.
La població ha evolucionat segons el següent gràfic:
Habitants censats

### Habitatges
El 2007 hi havia 1.317 habitatges, 1.216 eren l'habitatge principal de la família, 25 eren segones residències i 76 estaven desocupats. 944 eren cases i 369 eren apartaments. Dels 1.216 habitatges principals, 771 estaven ocupats pels seus propietaris, 433 estaven llogats i ocupats pels llogaters i 12 estaven cedits a títol gratuït; 4 tenien una cambra, 23 en tenien dues, 234 en tenien tres, 466 en tenien quatre i 488 en tenien cinc o més. 746 habitatges disposaven pel capbaix d'una plaça de pàrquing. A 638 habitatges hi havia un automòbil i a 360 n'hi havia dos o més.

### Piràmide de població
La piràmide de població per edats i sexe el 2009 era:
| Homes | Edats   | Dones |
| ----- | ------- | ----- |
| 0     | 95 o +  | 0     |
| 4     | 90 a 94 | 0     |
| 8     | 85 a 89 | 24    |
| 16    | 80 a 84 | 24    |
| 76    | 75 a 79 | 96    |
| 64    | 70 a 74 | 76    |
| 56    | 65 a 69 | 136   |
| 76    | 60 a 64 | 72    |
| 60    | 55 a 59 | 40    |
| 104   | 50 a 54 | 80    |
| 88    | 45 a 49 | 100   |
| 108   | 40 a 44 | 96    |
| 108   | 35 a 39 | 92    |
| 80    | 30 a 34 | 96    |
| 88    | 25 a 29 | 76    |
| 52    | 20 a 24 | 52    |
| 80    | 15 a 19 | 76    |
| 136   | 10 a 14 | 80    |
| 84    | 5 a 9   | 84    |
| 56    | 0 a 4   | 60    |

## Economia
El 2007 la població en edat de treballar era de 1.662 persones, 1.115 eren actives i 547 eren inactives. De les 1.115 persones actives 1.003 estaven ocupades (551 homes i 452 dones) i 112 estaven aturades (45 homes i 67 dones). De les 547 persones inactives 238 estaven jubilades, 128 estaven estudiant i 181 estaven classificades com a «altres inactius».

### Ingressos
El 2009 a Chalindrey hi havia 1.198 unitats fiscals que integraven 2.676,5 persones, la mediana anual d'ingressos fiscals per persona era de 16.256 €.

### Activitats econòmiques
Dels 117 establiments que hi havia el 2007, 1 era d'una empresa extractiva, 4 d'empreses alimentàries, 9 d'empreses de fabricació d'altres productes industrials, 11 d'empreses de construcció, 29 d'empreses de comerç i reparació d'automòbils, 10 d'empreses de transport, 8 d'empreses d'hostatgeria i restauració, 1 d'una empresa d'informació i comunicació, 5 d'empreses financeres, 5 d'empreses immobiliàries, 6 d'empreses de serveis, 18 d'entitats de l'administració pública i 10 d'empreses classificades com a «altres activitats de serveis».
Dels 36 establiments de servei als particulars que hi havia el 2009, 1 era una oficina d'administració d'Hisenda pública, 1 gendarmeria, 1 oficina de correu, 2 oficines bancàries, 2 funeràries, 7 tallers de reparació d'automòbils i de material agrícola, 1 taller d'inspecció tècnica de vehicles, 1 autoescola, 3 paletes, 4 fusteries, 2 lampisteries, 2 electricistes, 4 perruqueries, 4 restaurants i 1 agència immobiliària.
Dels 13 establiments comercials que hi havia el 2009, 2 eren supermercats, 3 fleques, 2 carnisseries, 1 una botiga d'electrodomèstics, 2 botigues de material esportiu, 1 una botiga de material de revestiment de parets i terra, 1 una perfumeria i 1 una joieria.
L'any 2000 a Chalindrey hi havia 16 explotacions agrícoles que ocupaven un total de 280 hectàrees.

## Equipaments sanitaris i escolars
Els 2 equipaments sanitaris que hi havia el 2009 eren farmàcies.
El 2009 hi havia 2 escoles maternals i 2 escoles elementals. Chalindrey disposava d'un col·legi d'educació secundària amb 271 alumnes.

## Poblacions més properes
El següent diagrama mostra les poblacions més properes.